# Jean-Louis-Ernest Meissonier
Jean-Louis-Ernest Meissonier (21 de febrero de 1815, Lyon, Francia - 21 de enero de 1891) fue un pintor y escultor academicista francés del siglo XIX.

## Biografía
Meissonier nació en Lyon en 1815 y se mudó a París a una corta edad, donde el éxito en los negocios de su padre proveyeron a Meissonier de facilidad material para el resto de su vida. Luego de un breve paso como aprendiz en una farmacéutica, más que nada para complacer a su padre, decidió que quería dedicarse a las artes. Con el apoyo de su padre empezó sus estudios formales en dibujo con Jules Potier en una academia para mujeres. Potier dio su recomendación para que sea admitido en el estudio de Léon Cogniet, con quien estuvo estudiando apenas cuatro meses en los que vio a su maestro solo dos veces, en los que aprendió las técnicas de grabado y aguatinta. De sus comienzos se puede rastrear que en 1831, a los 16 años, expuso la pintura Les Bourgeois Flamands (también llamada The Visit to the Burgomaster), la cual luego fue adquirida por Sir Richard Wallace, y luego en 1834 con la pequeña obra Ciudadanos flamencos, desde la cual se especializó en escenas de género de pequeño formato, ambientadas en el siglo XVII. Es a partir de mediados de esta década que Meissonier logra un buen sustento económico como ilustrador de libros con Tony Johannot.
Se especializó en la pintura de historia de temática militar y es famoso por sus representaciones de Napoleón, sus ejércitos y los temas militares. Documentó asedios y maniobras y fue el maestro de Jean Baptiste Édouard Detaille. Para ayudarse a componer sus pinturas de temática histórica, hacía esculturas en cera de personajes y caballos. Poco se sabe sobre esta actividad y como adquirió los conocimientos, por lo que se asume que solo la realizaba como una actividad privada.
Meissonier gozó de gran fama en vida y fue aclamado por la maestría y el detallismo de su pintura. El crítico de arte inglés John Ruskin analizó detenidamente sus creaciones y se maravilló de la destreza manual de Meissonier y su ojo para captar minucias fascinantes. Fue a partir de 1840 que sus obras fueron cada vez más valoradas entre la nueva burguesía y la aristocracia de la época. Luego de atravesar importantes problemas económicos y problemas al intentar incursionar en la pintura religiosa, decidió volver, bajo la influencia de Chenavard, al tipo de pintura en el que siempre se destacó, obteniendo un gran éxito con las exhibiciones de Juego de Ajedrez (1841), El joven tocando el chelo (1842), El pintor en su estudio (1843), La sala de guardia, El joven mirando pinturas, Una partida de Piquet (1845), y El juego de tazones.
Ilustró las obras de Honoré de Balzac. Fue un pintor de corte académico, famoso por sus temas costumbristas, militares y sus retratos, tratados con una pincelada rápida y precisa a la vez. Se encuentra enterrado en Poissy, ciudad en la que vivió a partir de 1846 y de la que fue alcalde. Un retrato suyo, La marquesa de Manzanedo, se encuentra en el Museo del Prado de Madrid. En 1847 la Reina Victoria compró la pintura Les Trois Amis (The Village Politicians) como un regalo para el Príncipe Alberto. En 1848 luego de exhibir la pintura Soldados, empezó su obra Un día en junio, la cual nunca finalizó.
En la década de 1850 alcanzó el pico de su carrera cuando su obra Los jugadores y la pelea (La Rixe) fuera presentada a la corte Inglesa por Napoleón III en 1855, y para el Salón de 1857 exhibió la cantidad de nueve pinturas y dibujos. Napoleón III decidió incluir a Meissonier al personal imperial, donde se desempeñó durante la campaña en Italia, y al principio de la guerra de 1870. Durante el asedio a París en 1871 fue Coronel de un regimiento de marcha.
Meissonier trabajaba meticulosamente en sus obras, tanto que algunas de sus obras le demandaron años de trabajo, al punto que a su obra Friedland, 1807 le dedicó 10 años de desarrollo. A pesar del éxito cosechado una de sus ambiciones era la de convertirse en profesor en el École des Beaux Art, pero dicha posición nunca le fue ofrecida.
En 1838 Meissonier se casó con Emma Steinheil, una mujer protestante de Estrasburgo, hermana de la artista, y colega de Meissonier, M. Steinheil. Dos hijos nacieron de esa relación, Thérèse (1840) y Charles. En el registro de nacimientos de su hija, él se describió a sí mismo como "Pintor de Historia".

## Galería

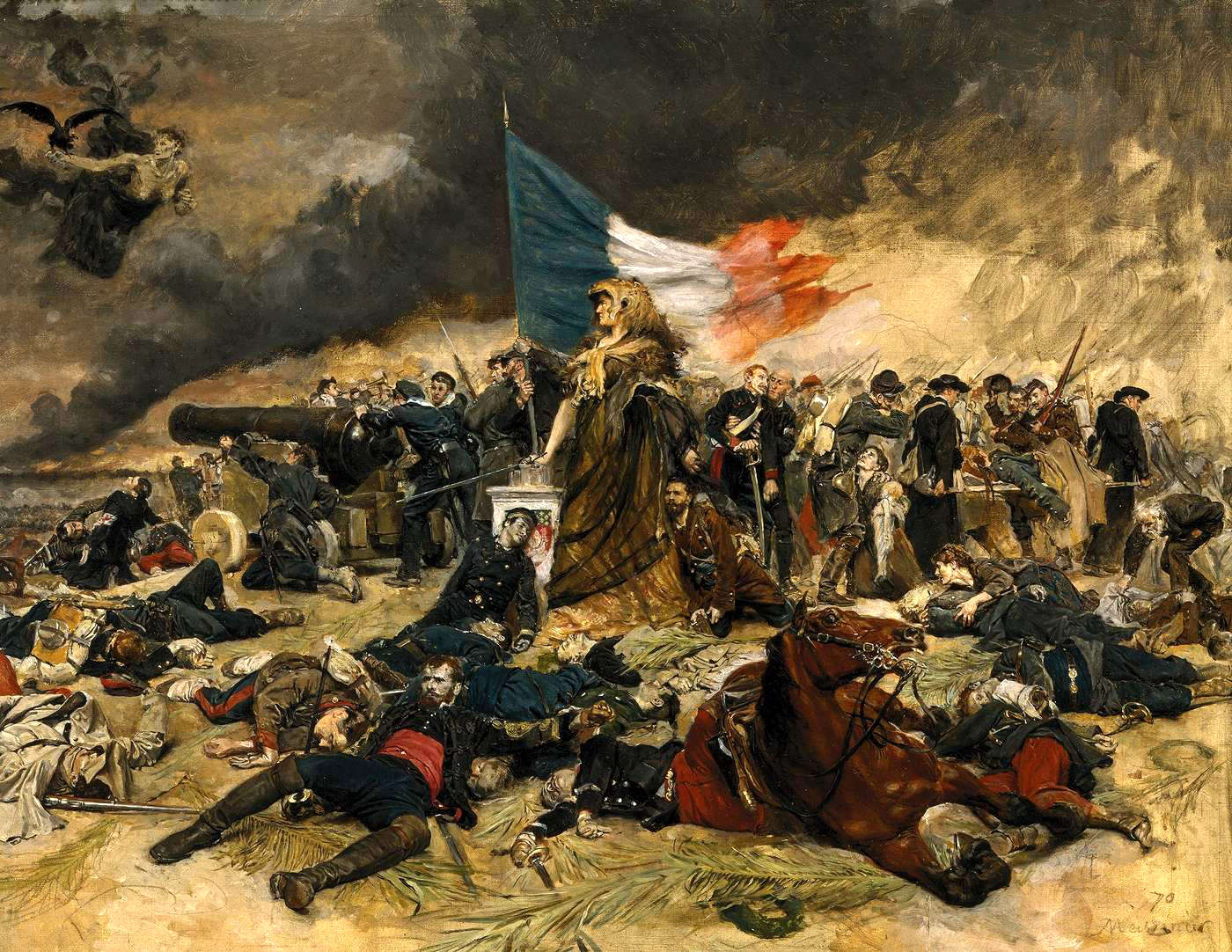
El sitio de París, 1884.
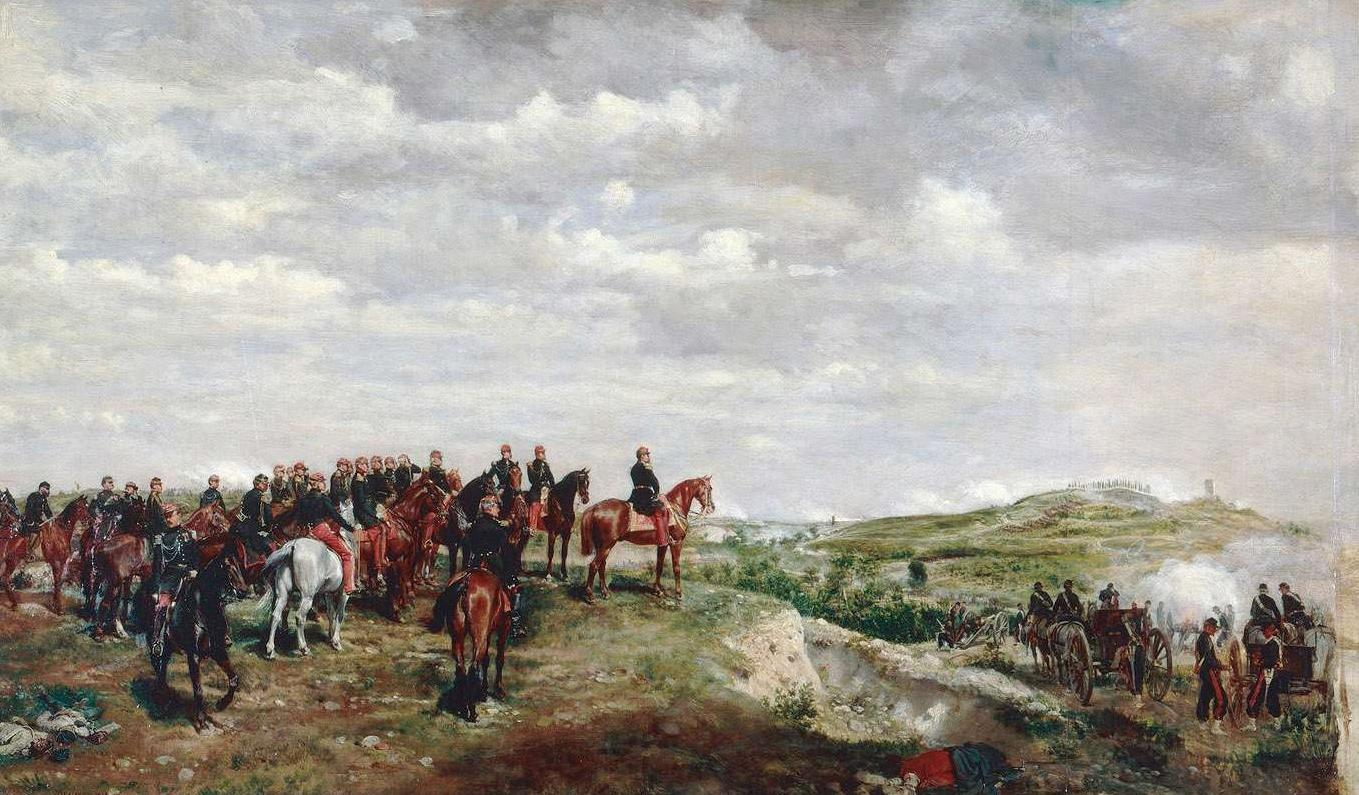
Napoleón III en la Batalla de Solferino, 1863.
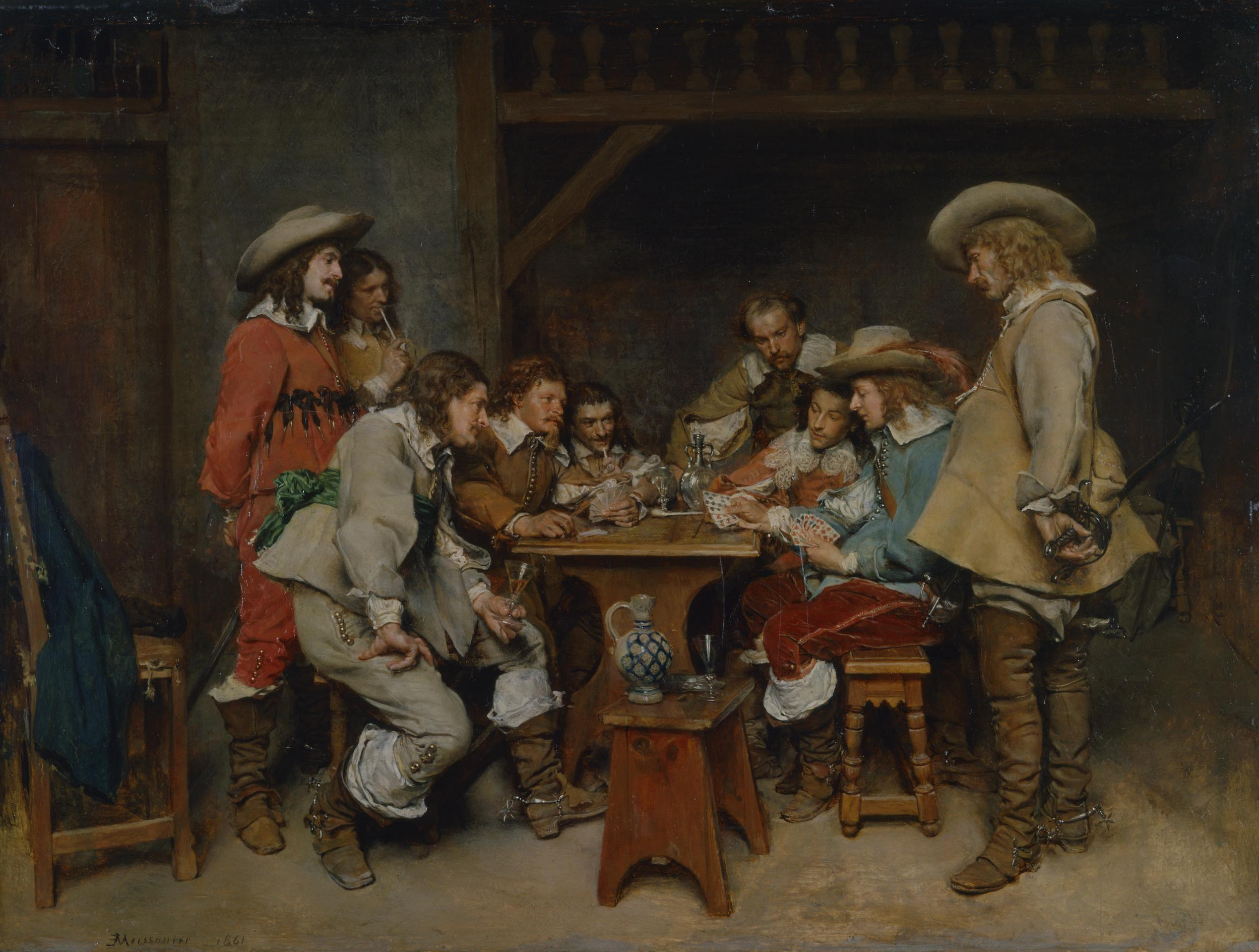
Una partida de Piquet, 1861.
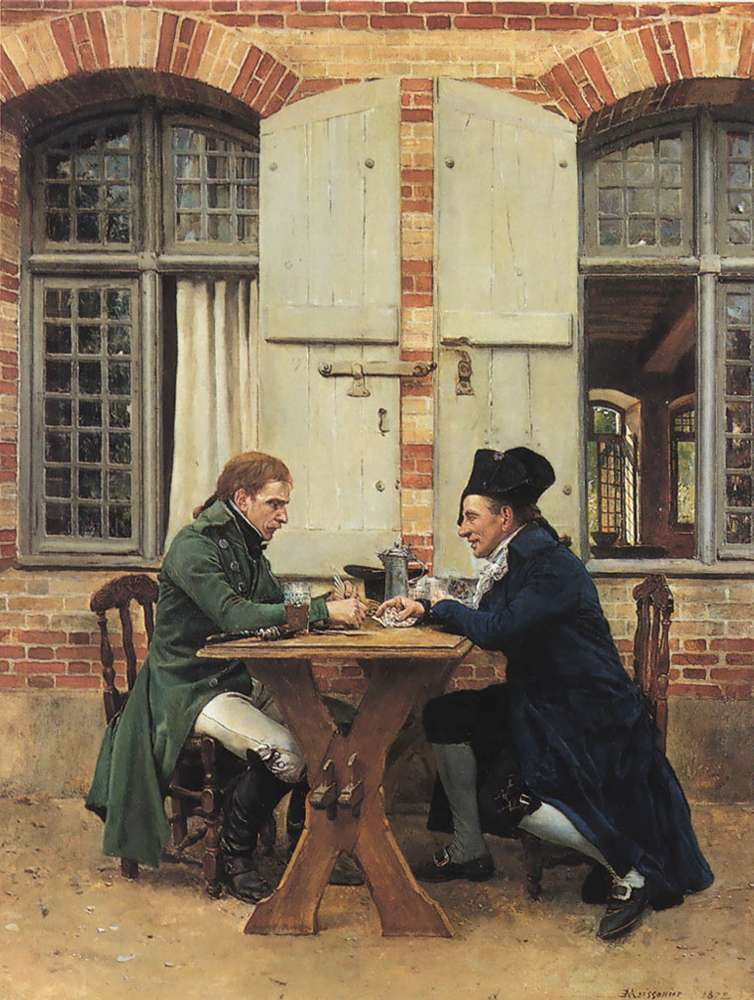
Los jugadores de cartas, 1872.
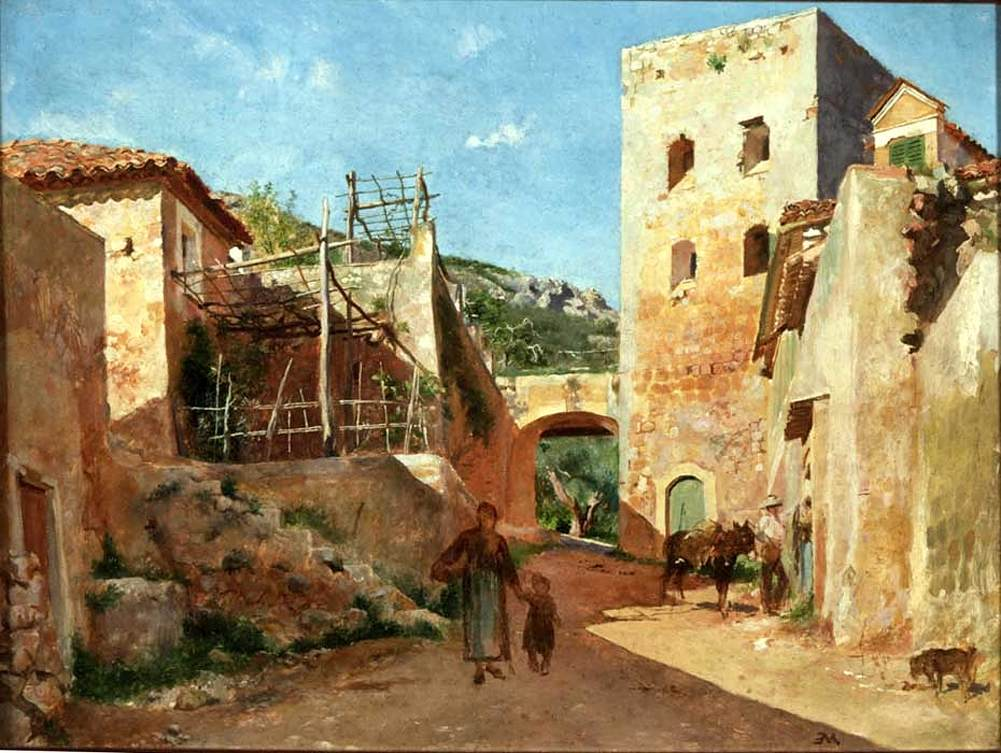
Escena callejera cerca de Antibes.
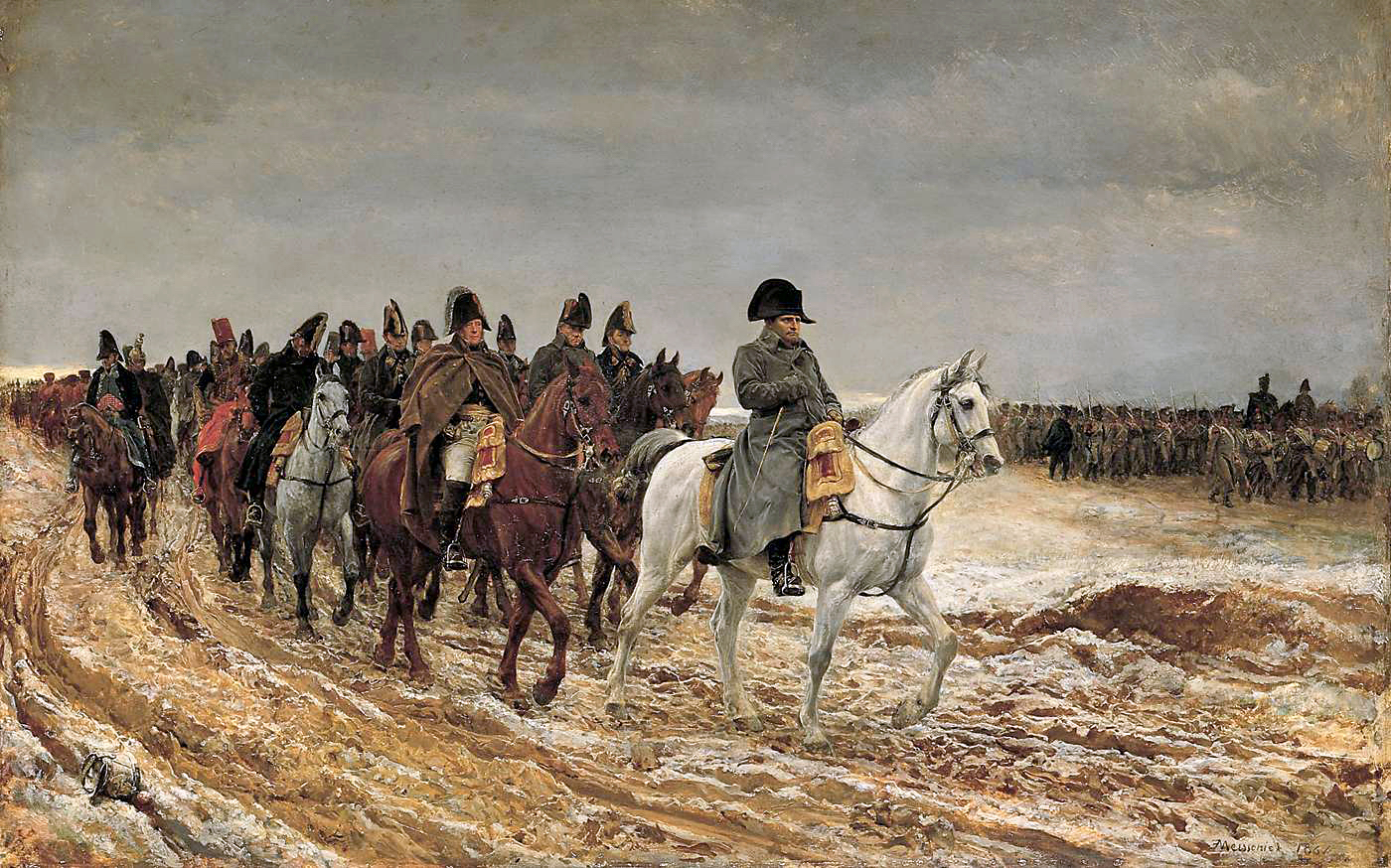
1814. Campaña de Francia, (Museo de Orsay).
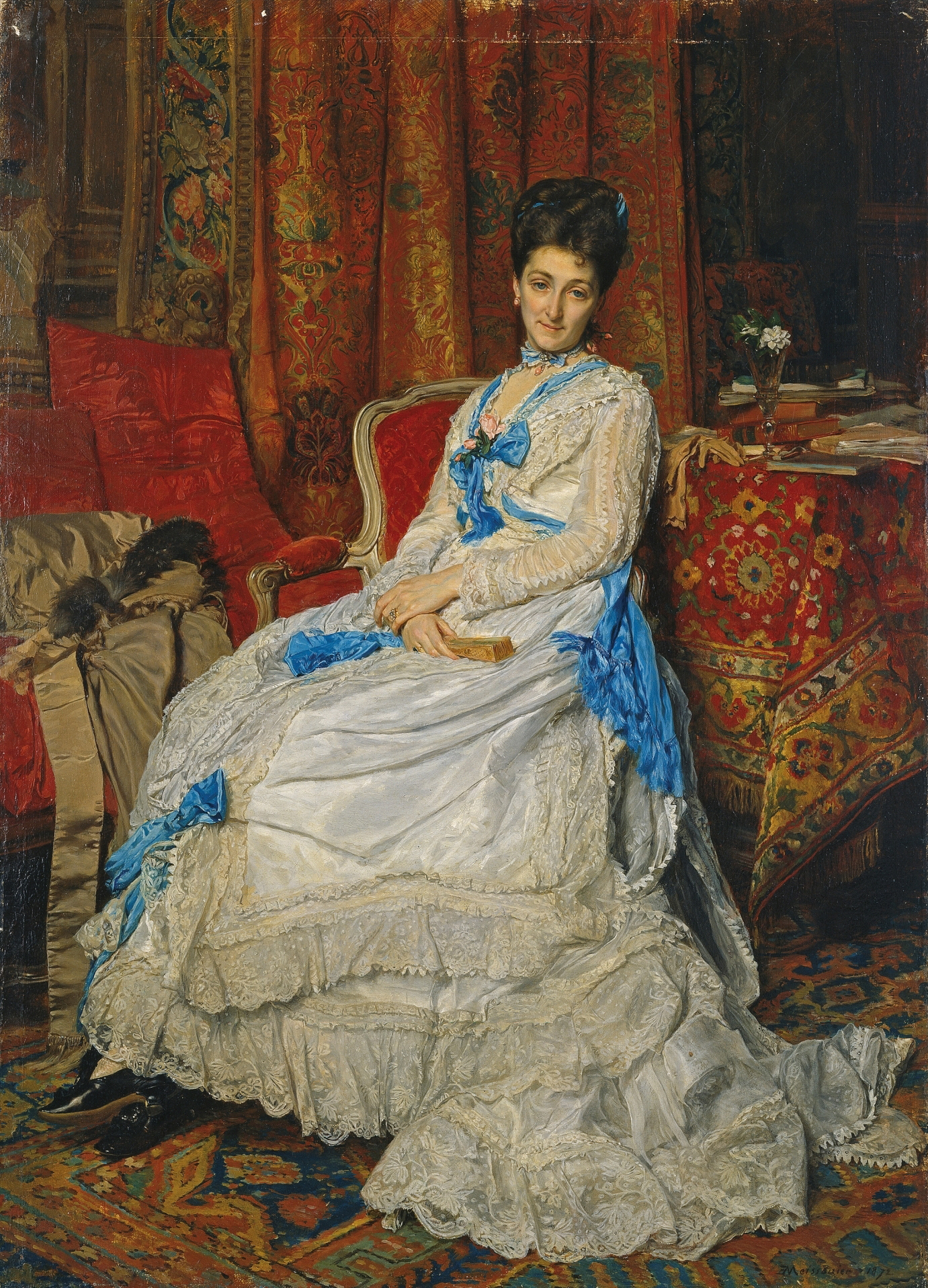
Josefa Manzanedo e Intentas, luego II marquesa de Manzanedo (Museo del Prado).
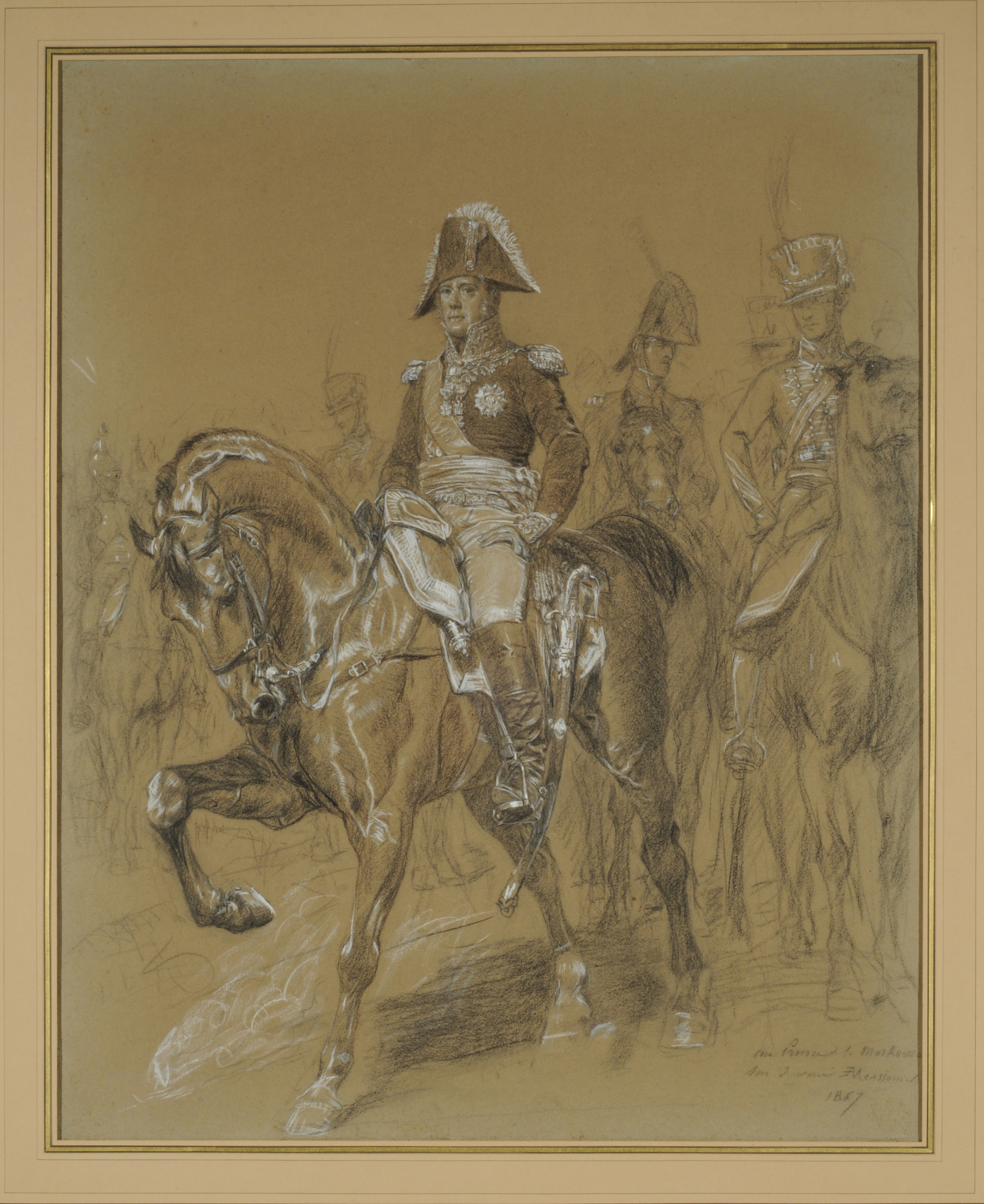
Retrato de Marechal Ney Duc, d'Elchingen

## Premios y reconocimientos
Durante su carrera ganó numerosas medallas en las exposiciones de París de la época.
- Medalla de tercera clase en 1840.[1]
- Medalla de segunda clase en 1841.[1]
- Medalla de primera clase en 1843 y 1844.[1]
- Nombrado Caballero de la Legion de Honor en 1846, y promovido de grados en 1856, 1867 y 1880[1]
- Grande Médaille d’Or en la Exposition Universelle de París en 1855.[5]
- Electo en la Académie des Beaux-Arts en 1861.[4]
- Fue elegido presidente de la Gran Exhibición Nacional de 1883.[1]
- Presidente del jurado de la Exposición Universal de París de 1889.[3][1]
- Recibió la gran cruz de la Legión de Honor en 1889.[1][3]
- Fue miembro y presidente de la Academia de Bellas Artes en 1890[1] (National Society of Fine Arts).[3]